# شهرستان برتینل
شهرستان برتینل یک منطقهٔ مسکونی در سومالی است که در نوجال (سومالی) واقع شده‌است.